# Lista de parlamentares do Espírito Santo
Relacionamos a seguir a composição da bancada do Espírito Santo no Congresso Nacional após o encerramento do Estado Novo em 1945 conforme descrito nos acervos do Senado Federal, Câmara dos Deputados e Tribunal Superior Eleitoral ressalvando que mandatos exercidos via suplência serão citados apenas mediante morte, impedimento ou renúncia dos titulares ou nas hipóteses previstas no Art. 56 – I da Constituição.

## Organização das listas
Na confecção das tabelas a seguir foi observada a grafia do nome parlamentar adotado por cada um dos representantes do estado no Congresso Nacional, e quanto à ordem dos parlamentares foi observado o critério do número de mandatos e caso estes coincidam será observado o primeiro ano em que cada parlamentar foi eleito e, havendo nova coincidência, usa-se a ordem alfabética.

## Senadores
| Senadores eleitos      | Naturalidade                | Mandatos | Ano da eleição   | Notas      | Referências |
| ---------------------- | --------------------------- | -------- | ---------------- | ---------- | ----------- |
| João Calmon            | Colatina, ES                | 03       | 1970, 1978, 1986 | [ nota 2 ] |             |
| Gerson Camata          | Castelo, ES                 | 03       | 1986, 1994, 2002 |            |             |
| Magno Malta            | Macarani, BA                | 03       | 2002, 2010, 2022 |            |             |
| Atílio Vivacqua        | Muniz Freire, ES            | 02       | 1945, 1954       | [ nota 3 ] |             |
| Carlos Lindenberg      | Cachoeiro de Itapemirim, ES | 02       | 1950, 1962       |            |             |
| Eurico Resende         | Ubá, MG                     | 02       | 1962, 1970       |            |             |
| José Ignácio Ferreira  | Vitória, ES                 | 02       | 1982, 1994       | [ nota 4 ] |             |
| Henrique de Novais     | Cachoeiro de Itapemirim, ES | 01       | 1945             | [ nota 5 ] |             |
| Jones dos Santos Neves | São Mateus, ES              | 01       | 1947             |            |             |
| Ari Viana              | Cachoeiro de Itapemirim, ES | 01       | 1954             |            |             |
| Jefferson de Aguiar    | Vitória, ES                 | 01       | 1958             |            |             |
| Raul Giuberti          | Colatina, ES                | 01       | 1962             |            |             |
| Dirceu Cardoso         | Miracema, RJ                | 01       | 1974             |            |             |
| Moacir Dalla           | Colatina, ES                | 01       | 1978             |            |             |
| Elcio Alvares          | Ubá, MG                     | 01       | 1990             |            |             |
| Paulo Hartung          | Guaçuí, ES                  | 01       | 1998             | [ nota 6 ] |             |
| Renato Casagrande      | Castelo, ES                 | 01       | 2006             | [ nota 7 ] |             |
| Ricardo Ferraço        | Cachoeiro de Itapemirim, ES | 01       | 2010             |            |             |
| Rose de Freitas        | Caratinga, MG               | 01       | 2014             |            |             |
| Fabiano Contarato      | Nova Venécia, ES            | 01       | 2018             |            |             |
| Marcos do Val          | Vitória, ES                 | 01       | 2018             |            |             |
| Fontes:                |                             |          |                  |            |             |

## Relação dos deputados federais eleitos
| Deputados federais eleitos    | Naturalidade                | Mandatos | Ano da eleição               | Notas       | Referências          |
| ----------------------------- | --------------------------- | -------- | ---------------------------- | ----------- | -------------------- |
| Osvaldo Zanello               | Ribeirão Preto, SP          | 05       | 1958, 1962, 1966, 1970, 1974 |             |                      |
| Rita Camata                   | Venda Nova do Imigrante, ES | 05       | 1986, 1990, 1994, 1998, 2006 |             |                      |
| Rose de Freitas               | Caratinga, MG               | 05       | 1986, 1990, 2002, 2006, 2010 |             |                      |
| Nilton Baiano                 | Itabuna, BA                 | 04       | 1990, 1994, 1998, 2002       |             |                      |
| Carlos Manato                 | Alegre, ES                  | 04       | 2002, 2006, 2010, 2014       |             |                      |
| Paulo Foletto                 | Colatina, ES                | 04       | 2010, 2014, 2018, 2022       |             |                      |
| Napoleão Fontenele            | Viçosa do Ceará, CE         | 03       | 1950, 1954, 1958             |             |                      |
| Floriano Rubim                | Alegre, ES                  | 03       | 1954, 1962, 1966             |             |                      |
| Dirceu Cardoso                | Miracema, RJ                | 03       | 1958, 1962, 1966             |             |                      |
| Argilano Dario                | São José do Campestre, RN   | 03       | 1962, 1970, 1974             |             |                      |
| José Parente Frota            | Sobral, CE                  | 03       | 1966, 1970, 1974             |             |                      |
| Max Mauro                     | Vila Velha, ES              | 03       | 1978, 1982, 1998             |             | [ 5 ]                |
| Theodorico Ferraço            | Cachoeiro de Itapemirim, ES | 03       | 1978, 1982, 1994             | [ nota 8 ]  |                      |
| Feu Rosa                      | Vitória, ES                 | 03       | 1994, 1998, 2002             |             |                      |
| Marcus Vicente                | Ibiraçu, ES                 | 03       | 1998, 2002, 2014             |             |                      |
| Iriny Lopes                   | Lavras, MG                  | 03       | 2002, 2006, 2010             |             |                      |
| Lelo Coimbra                  | Vitória, ES                 | 03       | 2006, 2010, 2014             |             |                      |
| Evair de Melo                 | Conceição do Castelo, ES    | 03       | 2014, 2018, 2022             |             |                      |
| Helder Salomão                | Governador Lindenberg, ES   | 03       | 2014, 2018, 2022             |             |                      |
| Álvaro Castelo                | Serra, ES                   | 02       | 1945, 1950                   |             |                      |
| Eurico Sales                  | Vitória, ES                 | 02       | 1945, 1950                   |             |                      |
| Ponciano dos Santos           | Osório, RS                  | 02       | 1950, 1954                   |             |                      |
| Nelson Monteiro               | Rio de Janeiro, RJ          | 02       | 1954, 1958                   | [ nota 9 ]  |                      |
| Rubens Rangel                 | São Fidélis, RJ             | 02       | 1954, 1958                   |             |                      |
| Ramon de Oliveira Neto        | Alegre, ES                  | 02       | 1958, 1962                   | [ nota 10 ] | [ 6 ]                |
| João Calmon                   | Colatina, ES                | 02       | 1962, 1966                   |             |                      |
| Raimundo de Andrade           | Sobral, CE                  | 02       | 1962, 1966                   | [ nota 11 ] |                      |
| Feu Rosa                      | Vitória, ES                 | 02       | 1966, 1978                   | [ nota 12 ] |                      |
| José Carlos Fonseca           | São José do Calçado, ES     | 02       | 1970, 1982                   |             |                      |
| Aloízio Santos                | Brejo Grande, SE            | 02       | 1974, 1990                   |             |                      |
| Gerson Camata                 | Castelo, ES                 | 02       | 1974, 1978                   |             |                      |
| Mário Moreira                 | Itapemirim, ES              | 02       | 1974, 1978                   |             |                      |
| Hélio Manhães                 | Cariacica, ES               | 02       | 1982, 1986                   |             |                      |
| Nyder Barbosa                 | Itaguaçu, ES                | 02       | 1982, 1986                   |             |                      |
| Pedro Ceolin                  | Colatina, ES                | 02       | 1982, 1986                   |             |                      |
| Stélio Dias                   | Vitória, ES                 | 02       | 1982, 1986                   |             |                      |
| Roberto Valadão               | Colatina, ES                | 02       | 1990, 1994                   |             | [ 7 ]                |
| João Coser                    | Santa Teresa, ES            | 02       | 1994, 1998                   |             |                      |
| José Carlos Elias             | Itapemirim, ES              | 02       | 1998, 2002                   | [ nota 13 ] |                      |
| Neucimar Fraga                | Itanhém, BA                 | 02       | 2002, 2006                   | [ nota 14 ] |                      |
| Suely Vidigal                 | Cachoeiro de Itapemirim, ES | 02       | 2006, 2010                   |             |                      |
| Jorge Silva                   | São Mateus, ES              | 02       | 2010, 2014                   |             |                      |
| Lauriete Rodrigues            | Vitória, ES                 | 02       | 2010, 2018                   |             |                      |
| Sérgio Vidigal                | Vitória, ES                 | 02       | 2014, 2018                   | [ nota 15 ] | [ 8 ] [ 9 ]          |
| Amaro Neto                    | Vitória, ES                 | 02       | 2018, 2022                   |             |                      |
| Josias da Vitória             | Colatina, ES                | 02       | 2018, 2022                   |             |                      |
| Ari Viana                     | Cachoeiro de Itapemirim, ES | 01       | 1945                         |             |                      |
| Asdrúbal Soares               | Piúma, ES                   | 01       | 1945                         |             |                      |
| Carlos Lindenberg             | Cachoeiro de Itapemirim, ES | 01       | 1945                         |             |                      |
| Luís Cláudio                  | Serra, ES                   | 01       | 1945                         |             |                      |
| Vieira de Resende             | Cataguases, MG              | 01       | 1945                         |             |                      |
| Francisco Aguiar              | São José do Calçado, ES     | 01       | 1950                         |             |                      |
| Dulcino Monteiro              | Campos dos Goytacazes, RJ   | 01       | 1950                         |             |                      |
| Wilson Cunha                  | São Mateus, ES              | 01       | 1950                         |             |                      |
| Cícero Alves                  | Porciúncula, RJ             | 01       | 1954                         |             |                      |
| Jefferson de Aguiar           | Vitória, ES                 | 01       | 1954                         |             |                      |
| Bagueira Leal                 | Cachoeiro de Itapemirim, ES | 01       | 1958                         |             |                      |
| Gil Veloso                    | Vila Velha, ES              | 01       | 1962                         | [ nota 16 ] |                      |
| Mário Gurgel                  | Porto Velho, RO             | 01       | 1966                         | [ nota 17 ] | [ 10 ]               |
| Adalberto Nader               | Vitória, ES                 | 01       | 1970                         | [ nota 18 ] |                      |
| Elcio Alvares                 | Ubá, MG                     | 01       | 1970                         |             |                      |
| Tasso Andrade                 | João Pessoa, PB             | 01       | 1970                         |             |                      |
| Henrique Pretti               | Santa Teresa, ES            | 01       | 1974                         |             |                      |
| Moacir Dalla                  | Colatina, ES                | 01       | 1974                         |             |                      |
| Belmiro Teixeira              | Afonso Cláudio, ES          | 01       | 1978                         | [ nota 19 ] |                      |
| Luiz Batista                  | Ibiraçu, ES                 | 01       | 1978                         |             |                      |
| Walter de Prá                 | Cachoeiro de Itapemirim, ES | 01       | 1978                         |             |                      |
| Myrthes Bevilacqua            | Vitória, ES                 | 01       | 1982                         |             |                      |
| Wilson Haese                  | Pancas, ES                  | 01       | 1982                         |             |                      |
| Lézio Sathler                 | Lajinha, MG                 | 01       | 1986                         |             |                      |
| Nelson Aguiar                 | Brumado, BA                 | 01       | 1986                         |             |                      |
| Vasco Alves                   | Vitória, ES                 | 01       | 1986                         | [ nota 20 ] |                      |
| Vitor Buaiz                   | Vitória, ES                 | 01       | 1986                         | [ nota 20 ] |                      |
| Etevalda Menezes              | Rio Bananal, ES             | 01       | 1990                         |             |                      |
| João Batista Mota             | Ibiraçu, ES                 | 01       | 1990                         | [ nota 21 ] |                      |
| Jones dos Santos Neves        | Vitória, ES                 | 01       | 1990                         |             |                      |
| Jório de Barros               | Baixo Guandu, ES            | 01       | 1990                         |             |                      |
| Paulo Hartung                 | Guaçuí, ES                  | 01       | 1990                         | [ nota 21 ] |                      |
| Adelson Salvador              | Colatina, ES                | 01       | 1994                         |             |                      |
| Jorge Anders                  | Vila Velha, ES              | 01       | 1994                         | [ nota 8 ]  |                      |
| Luiz Buaiz                    | Vitória, ES                 | 01       | 1994                         |             |                      |
| Luiz Durão                    | Linhares, ES                | 01       | 1994                         |             |                      |
| José Carlos da Fonseca Junior | Vitória, ES                 | 01       | 1998                         |             |                      |
| Magno Malta                   | Macarani, BA                | 01       | 1998                         |             |                      |
| Ricardo Ferraço               | Cachoeiro de Itapemirim, ES | 01       | 1998                         |             |                      |
| Marcelino Fraga               | Muqui, ES                   | 01       | 2002                         | [ nota 22 ] |                      |
| Renato Casagrande             | Castelo, ES                 | 01       | 2002                         |             |                      |
| Camilo Cola                   | Conceição do Castelo, ES    | 01       | 2006                         |             | [ 11 ]               |
| Jurandy Loureiro              | Aracruz, ES                 | 01       | 2006                         |             |                      |
| Luiz Paulo Vellozo Lucas      | Vitória, ES                 | 01       | 2006                         |             |                      |
| Audifax Barcelos              | Serra, ES                   | 01       | 2010                         | [ nota 23 ] | [ 12 ] [ 13 ] [ 14 ] |
| César Colnago                 | Itarana, ES                 | 01       | 2010                         |             |                      |
| Givaldo Vieira                | Afonso Cláudio, ES          | 01       | 2014                         |             |                      |
| Max Mauro Filho               | Vila Velha, ES              | 01       | 2014                         |             |                      |
| Felipe Rigoni                 | Linhares, ES                | 01       | 2018                         |             |                      |
| Norma Ayub                    | Vitória, ES                 | 01       | 2018                         | [ nota 24 ] |                      |
| Soraya Manato                 | Linhares, ES                | 01       | 2018                         |             |                      |
| Gilson Daniel                 | Duque de Caxias, RJ         | 01       | 2022                         |             |                      |
| Gilvan Costa                  | Araioses, MA                | 01       | 2022                         |             |                      |
| Jack Rocha                    | Colatina, ES                | 01       | 2022                         |             |                      |
| Messias Donato                | Itororó, BA                 | 01       | 2022                         |             |                      |
| Victor Linhalis               | Colatina, ES                | 01       | 2022                         |             |                      |
| Fontes:                       |                             |          |                              |             |                      |

## Mandatos nas duas casas
Foram eleitos alternadamente para senador e deputado federal pelo Espírito Santo os seguintes políticos: Ari Viana, Carlos Lindenberg, Dirceu Cardoso, Elcio Álvares, Gérson Camata, Jefferson de Aguiar, João Calmon, Magno Malta, Moacir Dalla, Paulo Hartung, Renato Casagrande, Ricardo Ferraço, Rose de Freitas.

## Origem dos parlamentares do estado
| Origem  | Senadores | Percentual |
| ------- | --------- | ---------- |
| ES      | 16        | 76,19%     |
| MG      | 03        | 14,29%     |
| BA      | 01        | 4,76%      |
| RJ      | 01        | 4,76%      |
| Total   | 21        | 100%       |
| Fontes: |           |            |

| Origem  | Deputados | Percentual |
| ------- | --------- | ---------- |
| ES      | 76        | 74,52%     |
| RJ      | 06        | 5,88%      |
| BA      | 05        | 4,90%      |
| MG      | 05        | 4,90%      |
| CE      | 03        | 2,94%      |
| MA      | 01        | 0,98%      |
| PB      | 01        | 0,98%      |
| RN      | 01        | 0,98%      |
| RS      | 01        | 0,98%      |
| RO      | 01        | 0,98%      |
| SP      | 01        | 0,98%      |
| SE      | 01        | 0,98%      |
| Total   | 102       | 100%       |
| Fontes: |           |            |